# Menyhért Lónyay
Le comte Menyhért Lónyai (nagylónyai és vásárosnaményi gróf Lónyay Menyhért en hongrois), né le 6 janvier 1822 et mort le 3 novembre 1884, est un homme d'État hongrois.

## Biographie
Menyhért Lónyai est issue d'une ancienne famille aristocratique protestante. Il est le fils de János Lónyay  (1796–1859), alispán (vice-comte) de Bereg qui devient conseiller privé, et de Florentina Lónyay, fille de Gábor Lónyay (1805-1885), főispán de Bereg. 
Menyhért étudie le droit à Pest. Membre de la Diète hongroise en 1843, il est dans l'opposition mais également opposé au système tarifaire protectionniste de Lajos Kossuth. Il est nommé secrétaire d'État aux Finances dans le gouvernement porté au pouvoir par la révolution hongroise de 1848 et s'enfuit à Paris après la défaite de 1849. Il rentre en Hongrie en 1850 en vertu d'une amnistie. Il fonde la première Caisse d'assurance hongroise en 1858 et un établissement de crédit en 1866. Il proteste en faveur de l'autonomie des Églises protestantes après la patente de 1859 les mettant en danger.
Il est nommé ministre des Finances de Hongrie sous Gyula Andrássy en 1867 et devient ministre des Finances de l'Autriche-Hongrie en 1870. Élevé au rang de comte en août 1871, il est premier ministre de la Hongrie le 14 novembre de la même année. Il est accusé de corruption par un membre de la Diète le 18 novembre 1872 et démissionne le 2 décembre. Il est membre de la chambre des Magnats (Chambre Haute) en 1875 et décède en 1884. Académicien, il est président de l'Académie hongroise des sciences de 1871 à 1884.